# Mbarka Aouania
Mbarka Aouania, Mbarka Aouainia ou M'barka Aouainia, née en 1967 à Sidi Ali Ben Aoun, est une femme politique tunisienne, membre du Front populaire.

## Biographie

### Enfance, études et vie privée
Née en 1967 dans une fratrie de 13 enfants, elle passe outre la volonté de ses frères pour entamer ses études. Elle obtient le baccalauréat littéraire en 1988, puis effectue des études supérieures en droit à la faculté de droit et des sciences politiques de Tunis. Elle y rencontre Mohamed Brahmi, avec qui elle aura cinq enfants,.

### Carrière politique
En 2013, son mari, député, est assassiné, six mois après Chokri Belaïd. Lors d'une manifestation de protestation en août, le sit-in d'Errahil, qui a pour conséquence le retrait d'Ennahdha du pouvoir, elle dénonce dans un discours public devant des milliers de Tunisiens les islamistes, qu'elle accuse d'être les auteurs de l'assassinat.
Elle se porte candidate aux élections législatives de 2014, afin de poursuivre le combat de son mari, « contre la dictature de Ben Ali et aussi contre Ennahdha ». Elle est élue députée de la circonscription de Sidi Bouzid sous son nom jeune fille. Aussitôt élue, elle continue à faire preuve de franc-parler en dénonçant l'alliance occulte entre libéraux et religieux : « Les urnes ont démontré que, sous la table, les deux partis de droite, l'un libéral, l'autre religieux, marchent main dans la main ».
Le 4 décembre 2014, le Front populaire dépose sa candidature pour la première vice-présidence de l'Assemblée des représentants du peuple ; elle est battue par Abdelfattah Mourou malgré le soutien d'Afek Tounes.
Elle se représente aux élections de 2019, sans succès.
En janvier 2020, une tentative d'assassinat à son encontre est déjouée par les services de sécurité tunisiens,.

## Distinction
En 2016, elle reçoit à Lisbonne le prix Nord-Sud du Conseil de l'Europe 2016 « en reconnaissance de sa contribution pour la promotion des droits de l'Homme, la démocratie pluraliste et la solidarité nord-sud », et en particulier « pour son rôle dans la défense des droits des femmes et la promotion de la paix, deux aspects décisifs pour la transition démocratique en Tunisie »,.